# Постхумна оплодња
Постхумна оплодња је посебан поступак у оквиру медицински асистиране репродукције (акроним МАР), заснован на зачећу детета уз помоћ генетског материјала након смрти једног или евентуално и оба родитеља. Оваква врста оплодње данас је могућа само у одређеном и јако малом  броју држава, уз писмену сагласност мушкарца, коју он треба да да за живота. Могућност увођења постхумне оплодње, предвиђена је и Грађанским закоником Србије. Имајући у виду све већи пад наталитета у неким земљама света ово веома значајно питање, „које доводи до проширивања граница очинства, мајчинства, родитељства и породице, највероватније ће у будућности приморати законодавстава све већег броја земаља да се суоче са потребом његове одговарајуће правне регулативе”.

## Облици постхумне оплодње
Постхумна оплодња се може обавити у три облика:
| Облик       | Статус генетског материјала                           | Правни статус |
| ----------- | ----------------------------------------------------- | --- |
| Први облик  | Генетски материјал партнера је замрзнут у току живота | - Поред замрзнутог ембриони, односно оплодне ћелије, постоји пристанак партнера да у случају смрти једног од њих надживели партнер има право да искористи замрзнути генетски материјал у циљу добијања потомства.                  |
| Други облик | Генетски материјал партнера је замрзнут у току живота | - Партнери се приликом приступања техникама асистиране репродукције нису изјаснили по питању постхумне оплодње - Надживели партнер може тражити да му се омогући даље коришћење замрзнутог материјала за потребе постхумне оплодње |
| Трећи облик | Не постоји претходно замрзнут генетски материјал      | - Ако је постхумна оплодња могућа, а не постоји претходно замрзнут генетски материјал, надживели партнер или неки други близак члан породице може да захтева да се узме генетски материјал умрлог мушкарца након његове смрти.     |

## Нормативи
Оваква врста оплодње која је данас правно могућа само у одређеном и јако малом броју држава, нпр. Сједињеним Америчким Државама, „сa неколико је основних карактеристика у погледу регулисања постхумне оплодње и права овако зачетог детета да постане наследник свог оца:”
- Донор генетског материјала мора да за живота да сагласио да се зачне дете након његове смрти;
- Да је донор за собом оставио писмени доказ о његовој вољи.[5]
- Да постоји временско ограничење у погледу могућности наслеђивања донора од стране постхумно рођене деце.[5]
- Да у начелу постоји брак између донора и жене која треба да буде постхумно оплођена његовом спермом.[5]

## Супротстављени ставовови
Постхумне репродукције, представља део репродуктивних слобода, које са:
- Једне стране — омогућавају оплодњу, и омогућава рађањем деце чиме се остварује не само интерес партнера, већ и самог детета и уопште целог друштва.[6]
- Са друге стране — морају узети у обзир и најбољи интерес детета, јер може имати дубоке психолошке, правне и економске последице на децу која се рађају након смрти родитеља. под овим подразумева најпре интерес детета да има оба родитеља, да буде чувано, васпитавано и издржавано од стране оба своја родитеља, што у случају постхумне оплодње није могуће, имајући у виду да се ради о ситуацији када је извесно да један родитељ неће бити жив у моменту зачећа детета.[6]